# Mizuho Nishikubo
Mizuho Nishikubo (西久保 瑞穂, Nishikubo Mizuho), de veritable nom Toshihiko Nishikubo (西久保 利彦, Nishikubo Toshihiko), nascut a la prefectura de Tòquio el 15 de gener de 1953, és un director de cinema japonès. És especialment conegut pel seu llargmetratge Giovanni’s island, que va guanyar la Menció del Jurat al Festival Internacional de Cinema d'Animació d'Annecy de 2014.
Està casat amb l'actriu de veu japonesa Yūko Mizutani.

## Filmografia selectiva

### Llargmetratges
- 1986 : California Crisis
- 1987 : L'Histoire du démon numérique
- 2006 : Atagoal wa neko no mori (アタゴオルは猫の森)
- 2009 : Musashi: The Dream of the Last Samurai
- 2014 : Giovanni’s island

### Sèries de televisió
- 1974 : Tentomushi no uta
- 1977 : Ippatsu Kanta-kun
- 1978-1980 : Kagaku ninja tai Gatchaman
- 1980 : Lady Oscar
- 1983 : Salut les filles
- 1984 : Machikado no meruhen
- 1987 : Akai kōdan zillion
- 1992 : Denei shōjo ai
- 2004 : Otogi zōshi